# Abalistes filamentosus
Abalistes filamentosus är en fiskart som beskrevs av Keiichi Matsuura och Yoshino 2004. Abalistes filamentosus ingår i släktet Abalistes och familjen tryckarfiskar. Inga underarter finns listade i Catalogue of Life. Utbredningsområdet för arten listas som indo-pacifiska regionen och då främst området från Ryukyuöarna till Australiens nordvästra kust, samt Timorsjön. Den har även rapporterats utanför Nya Kaledonien.

## Bildgalleri

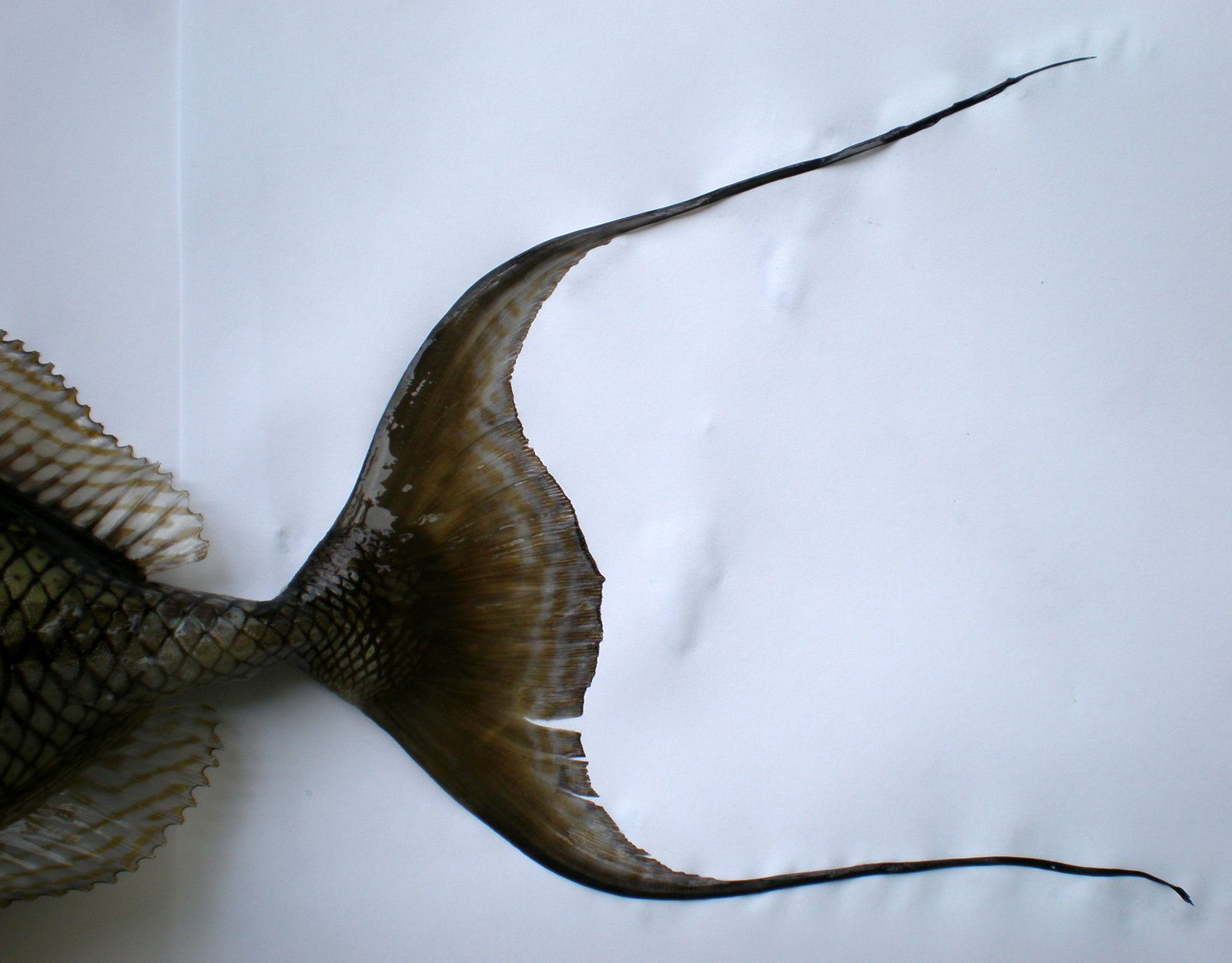
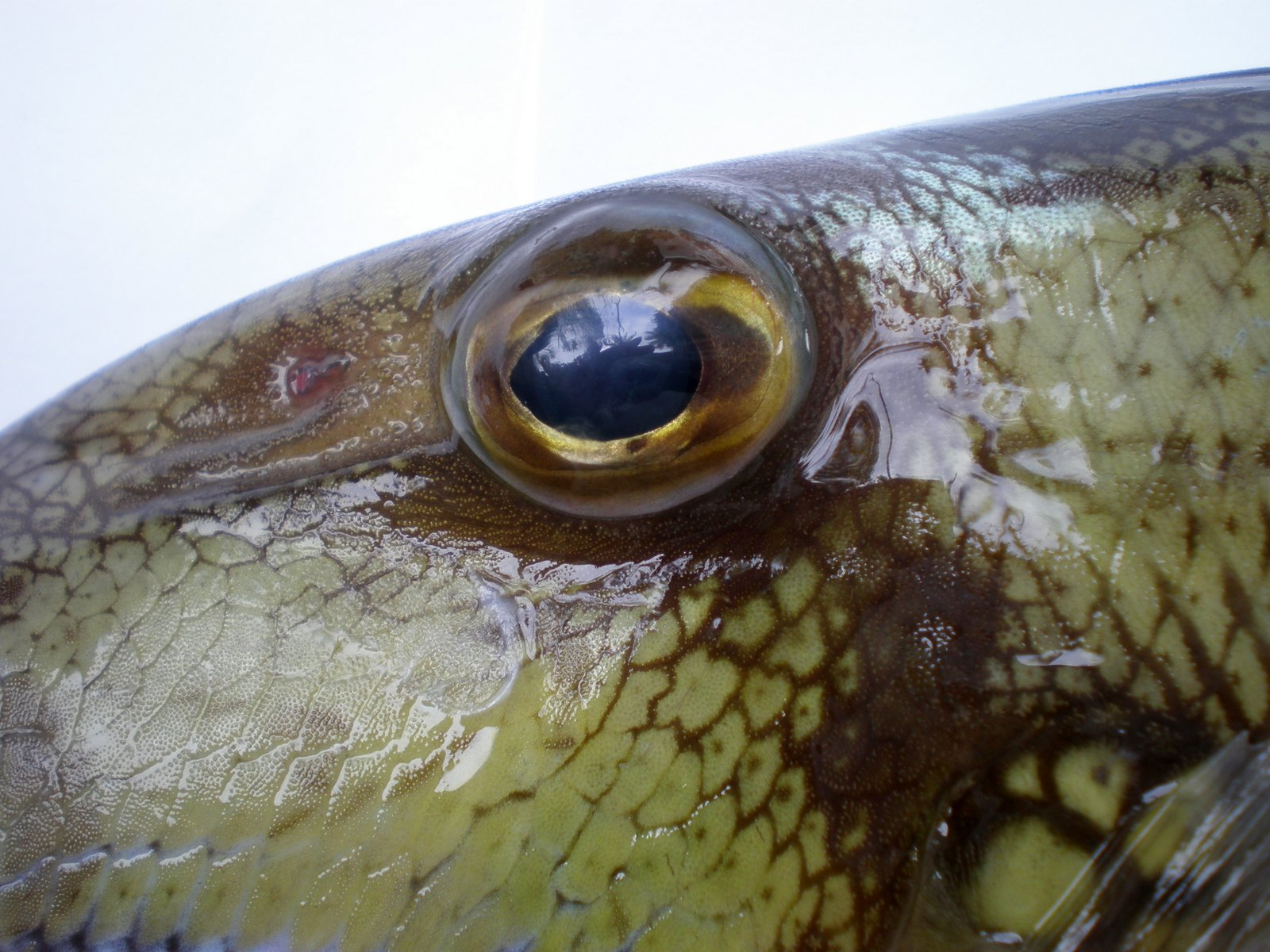